# Czesława Kwoka

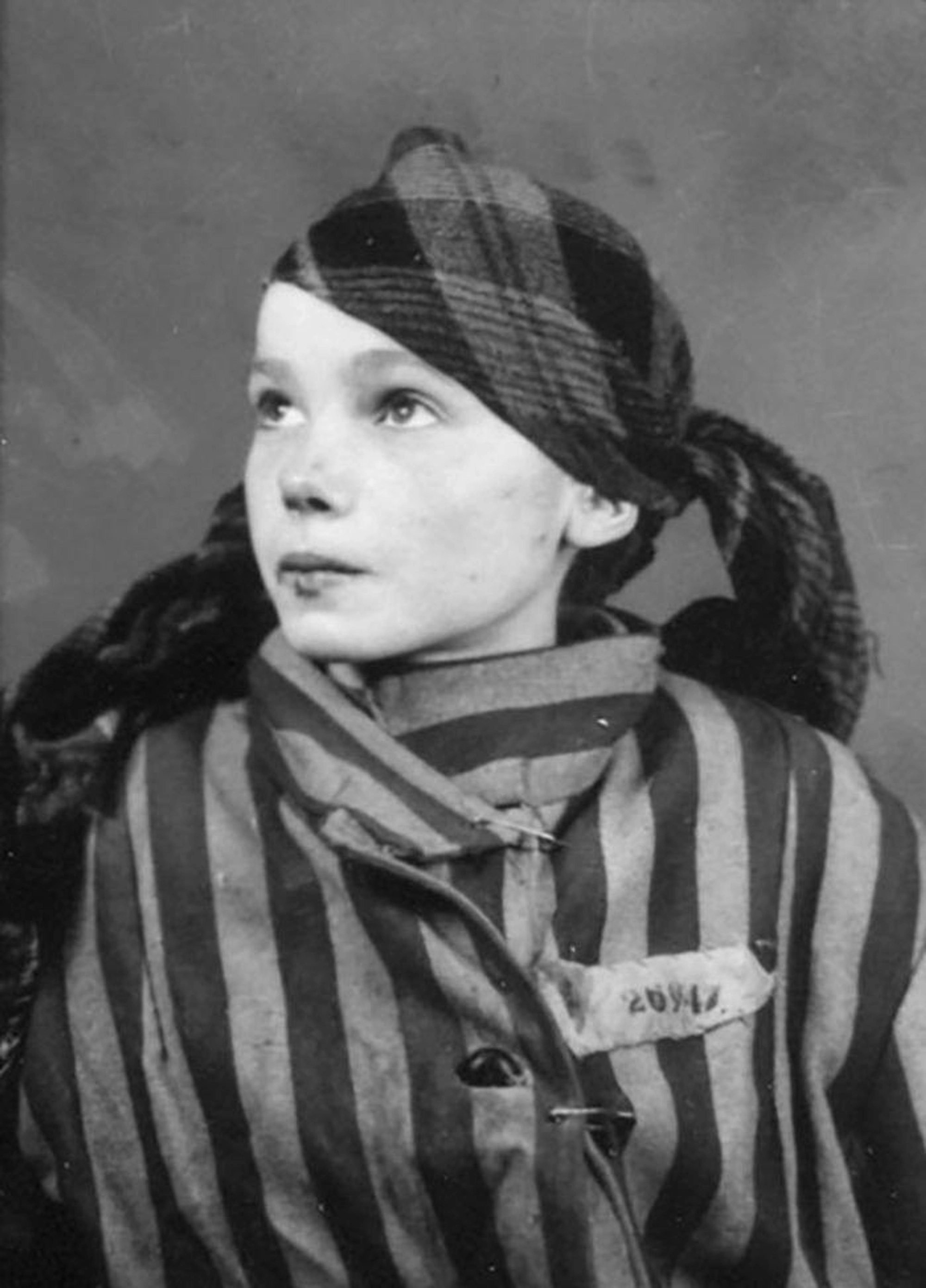
Czesława Kwoka

Czesława Kwoka (* 15. August 1928 in Wólka Złojecka in Polen; † 12. März 1943 im Konzentrationslager Auschwitz) war ein polnisches Mädchen katholischen Glaubens, das im Alter von 14 Jahren im Konzentrationslager Auschwitz ermordet wurde.

## Leben

### Herkunft und Kindheit
Czesława Kwoka wurde am 15. August 1928 im Schulzenamt Wólka Złojecka in der Landgemeinde Nielisz im Powiat Zamojski der Woiwodschaft Lublin geboren. Ihr Vater Paweł Kwoka starb, als Czesława ein kleines Mädchen war, und sie lebte fortan allein mit ihrer Mutter Katarzyna Kwoka.

### Die Aktion Zamość

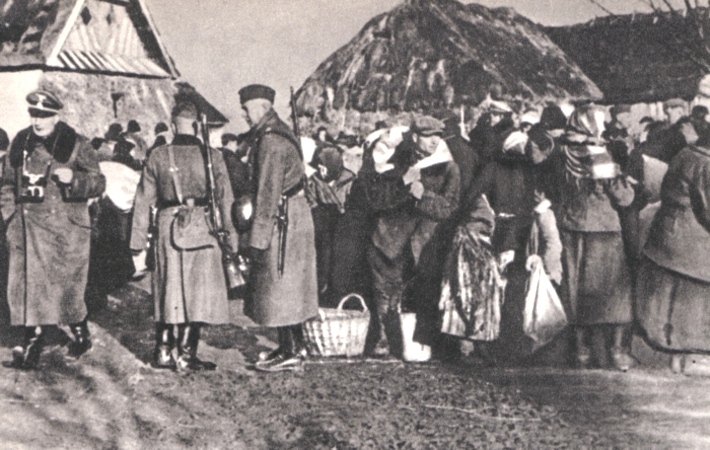
Vertreibung von Polen durch die SS in der Region Zamość (Dezember 1942)

In der Nacht vom 27. auf den 28. November 1942 begannen Einheiten der Ordnungspolizei, der SS sowie örtliche Garnisonen der Luftwaffe und der Wehrmacht innerhalb der Aktion Zamość mit der Umsiedlung der einheimischen Bevölkerung. Czesława und ihre Mutter wurden zusammen mit der übrigen im Dorf lebenden Bevölkerung in das Umsiedlungslager Zamość abtransportiert und von der Umwandererzentralstelle zur „weiteren Verwendung“ in die vierte von vier rassischen Wertungsgruppen selektiert. Darin waren jene Männer, Frauen und Kinder zusammengefasst, welche die Nationalsozialisten in ihrer Ideologie als „kriminell“ oder „asozial“ einstuften, weil sie bei ihrer Festsetzung beispielsweise Widerstand geleistet hatten oder wegen ihrer Nationalität oder Religion prinzipiell als „rassisch schlecht“ galten. Sie wurden umgehend nach ihrer Selektion in das Konzentrationslager Auschwitz deportiert und dort am 13. Dezember 1942 erfasst; Czesława unter der Nummer 26947. Ihr weiteres Schicksal im folgenden Vierteljahr ist nicht bekannt.
Katarzyna Kwoka starb am 18. Februar 1943 an unbekannter Todesursache. Czesława Kwoka wurde am 12. März 1943 mit einer intrakardialen Phenolinjektion ermordet. Ihre Sterbeurkunde wurde am 23. März 1943 ausgestellt. Als Todesursache vermerkte der Eintrag unwahr eine Kachexie bei Darmkatarrh.

## Rezeption

### Staatliches Museum Auschwitz-Birkenau
Die drei Häftlingsfotos Czesława Kwokas sind Bestandteil der fotografischen Dauerausstellung im Staatlichen Museum Auschwitz-Birkenau.

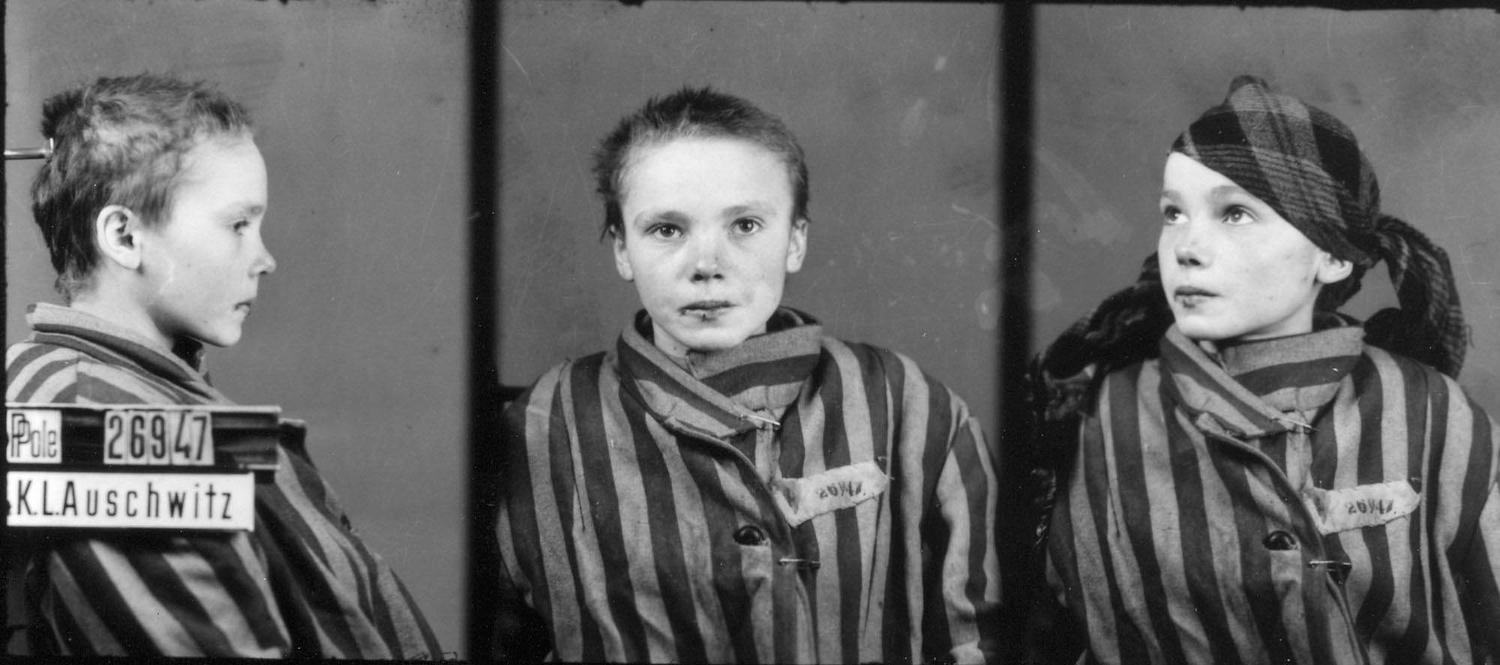
Die drei Porträtfotos

### DokumentarfilmPortrecista
Im Jahr 2005 erschien der polnische Dokumentarfilm Portrecista („Der Porträtist“) von Irek Dobrowolski über den polnischen Auschwitzhäftling und Lagerfotografen Wilhelm Brasse. In seinen Erinnerungen wurden die drei Fotografien von Czesława Kwoka und Einzelheiten bei ihrer Registrierung am 13. Dezember 1942 von Wilhelm Brasse speziell thematisiert:

„Ich erinnere mich an das Bild von diesem Mädchen, weil es noch so jung aussah. Das Mädchen. So entwaffnend, als Mädchen, als Gefangene, die ein Kopftuch trug. Sie sah noch gut aus, nicht abgemagert. Immer wieder wurden spezielle Nummern aufgerufen. Aber auf Deutsch. Und dieses Mädchen hat einfach nicht verstanden, was da vor sich ging und was zu ihr gesagt wurde. Und dann hat diese Aufseherin… ich sah dies in mehreren Fällen… mit einem Stock zugeschlagen, sie ins Gesicht geschlagen…“

In seinen späteren Aufzeichnungen und weiteren Interviews wiederholte Wilhelm Brasse diese Darstellung immer wieder. Das junge Mädchen habe dann vor den fotografischen Aufnahmen versucht, sich die Tränen und das Blut vom Gesicht abzuwischen und in einer Mischung aus Stolz und Entsetzen in die Kamera geschaut. Er bedauere, dass er nicht habe helfen können.

### Lori Schreiner und Theresa Senato Edwards
Inspiriert von den Fotografien und Erinnerungen des Holocaust-Überlebenden Wilhelm Brasse erschien 2012 das Buch Painting Czesława Kwoka, Honoring Children of the Holocaust in einer Gemeinschaftsarbeit der Malerin Lori Schreiner und der Schriftstellerin Theresa Senato Edwards. Es enthält Bilder, die die Künstlerin anhand der Fotografien von Czesława Kwoka gezeichnet hat.

### Colorierung
Die brasilianische Künstlerin Marina Amaral colorierte 2018 die drei Fotos für einen mit dem britischen Populärhistoriker Dan Jones erstellten Bildband, ihre Vorveröffentlichung im Internet rief eine große Resonanz hervor.
Eine weitere Colorierung wurde von Mirek Szponar gefertigt.